# Giovanni Benedetto Platti
Giovanni Benedetto Platti (nacido probablemente el 9 de julio de 1697 en Padua, que en esa época pertenecía a Venecia - 11 de enero de 1763 en Würzburg)  fue un oboísta y compositor italiano.

## Resumen biográfico
Platti aprendió música en Italia, y se dedicó al canto, al violín y al oboe. Residente en Italia hasta 1722, aprendió también la técnica del recientemente inventado pianoforte y compuso sonatas especialmente dedicadas al instrumento.
En 1722 lo llamaron de Würzburg para trabajar para el príncipe obispo de Bamberg y Würzburg, Johann Philipp Franz von Schönborn. Allí contrajo matrimonio con Theresia Langprückner, una soprano con quien tuvo ocho hijos. Platti pasó el resto de su vida en Würzburg, trabajando como cantante, virtuoso instrumentista y compositor.

## Obras
Se dice que Platti compuso varios oratorios, pero ninguno de ellos se conserva. Solamente parte de su obra se ha editado:
- Misa en fa mayor
- Stabat Mater dolorosa
- Concerti grossi, inspirado por el op. 5 de Arcangelo Corelli
- Concerto en Sol mayor para piano, oboe y orquesta de cuerda
- Concerto en Do menor para piano, cuerdas y orquesta
- 6 sonatas para flauta traversa op. 3
- 6 sonatas para clavicordio op. 4
- Sonata en la mayor para flauta y piano
- Trío sonata ebn Sol mayor para flauta travesera, violín y bajo continuo
- Trío sonata en Do menor para oboe, fagot y bajo continuo
- Sonata en Sol menor para oboe , violoncelo y bajo continuo
- 12 Sonatas  para chelo y bajo continuo
- Sonata en Do menor para oboe y bajo continuo